# Центрополигонский сельсовет
Центрополиго́нский сельсовет, Центрополиго́нский сельский Совет, Центрополиго́нская сельская администрация — историческая административно-территориальная единица в России, входившая в состав Тегульдетского района Томской области. Административный центр — село (посёлок) Центрополигон. Существовал в 1943—2005 гг.. Ныне территория Тегульдетского сельского поселения.
Дата регистрации Центрополигонской сельской администрации
29 декабря 1993 года.
Код КЛАДР 700140000160001.

## Состав
Административный центр и единственный населённый пункт — посёлок Центрополигон.
В 2004 году упразднены: посёлок Луговое и деревня Новый Труд.

## Инфраструктура
Промысловая артель «18-тый партсъезд» Центрополигонского сельского Совета. Годы активности — 1937—1961.
Сельхозартель (колхоз) «Заря социализма» Центрополигонского сельского Совета. Годы активности -
1932—1959.
Лесозавод № 7. Годы активности — 1961—1963.